# Basabe
Basabe es un concejo del municipio de Valdegovía, en la provincia de Álava, País Vasco (España).

## Etimología
El topónimo deriva de la expresión vasca "bajo el bosque" (baso = bosque, behe = parte baja. Baso behe -> Basabe). 

## Localización
La carretera de acceso al concejo es la A-4334, que nace de la A-2622, cerca de San Millán de San Zadornil, zona por la que se llega desde Vitoria y Miranda de Ebro.

## Geografía
El entorno del concejo es montañoso con zonas de cultivo y con importantes y bien conservadas zonas de bosque autóctono donde predominan la encina y el quejigo. El pueblo se ubica en el extremo oeste de la provincia, en plena sierra de Árcena, junto al parque natural de Valderejo y lindando con la provincia de Burgos.
Los bosques de la localidad y el entorno son ricos y bien conservados, con frondosos robledales, encinales y hayedos.

## Historia
La población original surgió en torno al antiguo monasterio de San Martín de Comunión.[cita requerida]
Hacia mediados del siglo XIX, el lugar, ya por entonces perteneciente a Valdegovía, tenía contabilizada una población de 86 habitantes. Aparece descrito en el cuarto volumen del Diccionario geográfico-estadístico-histórico de España y sus posesiones de Ultramar de Pascual Madoz con las siguientes palabras:

BASABE: l. en la prov. de Alava (7 leg. á Vitoria), dióc. de Burgos (17), ayunt. de Valdegovia (V.): sit. en un vallejo en medio de montes, combatido principalmente por los vientos del N. y O., el clima es sano. Reune 17 casas, escuela de primeras letras, á la que asisten 21 niños de ambos sexos, cuyo maestro se halla dotado con 18 fan. de trigo anuales; y una parr. (San Salvador) servida por un cura de provision ordinaria. Para surtido de los vec. hay dentro del pueblo 3 fuentes de esquisitas aguas. Confina el térm. N. Ozalla; E. Mioma; S. Pinedo, y O. Acebedo. El terreno es de mediana calidad, y abundante de aguas de fuente, las que, juntamente con las de un riach., se aprovechan para diversos objetos. Los caminos son locales, y uno de ellos conduce á Bilbao; el correo se recibe en Miranda 3 veces á la semana; prod.: cereales, legumbres, leña y pastos, con los que sostienen ganado vacuno, de cerda, lanar y cabrío; hay caza de varias clases, animales dañinos en los montes; y pesca de truchas y cangrejos en dicho r.; ind: ademas de la agricola, un molino harinero y una fáb. para serrar maderas; pobl.: 16 vec. 86 alm.; riqueza y contr. (V. Alava, intendencia.)
(Madoz, 1846, p. 63)

## Demografía
En 2023, la entidad singular de población tenía empadronados dieciséis habitantes y el núcleo de población, los mismos.
| Gráfica de evolución demográfica de Basabe entre 2000 y 2017 |
|                                                              |
| Población de derecho según los censos de población del INE.  |

## Monumentos
- Torre de los Arces de Basabe.
- Iglesia de El Salvador.[3]